# Asperula pedicellata
Asperula pedicellata är en måreväxtart som beskrevs av Michail Klokov. Asperula pedicellata ingår i släktet färgmåror, och familjen måreväxter. Inga underarter finns listade i Catalogue of Life.